# Lynx lynx dinniki
Lynx lynx dinniki este o subspecie a râsului eurasiatic găsită în Caucaz, Anatolia, Irak și Iran.

## Conservare
S-a propus ca L. l. dinniki să fie listată drept vulnerabilă⁠(en)[traduceți] în Iran. În Azerbaidjan este listată drept neamenințată cu dispariția, iar în Georgia drept critic pe cale de dispariție. Au fost desfășurată muncă de cercetare în Armenia pentru a întocmi un plan de conservare.